# 클러치

클러치(clutch)는 엔진에 연결된 플라이휠과 변속기 사이에 설치되어 필요에 따라 동력을 전달하거나 차단하는 회전 전달 장치이다. 즉, 체인이나 톱니바퀴처럼 제자리에 고정되어야 하는 다른 회전 전달 장치들과 달리, 동력 전달을 멈추고 헛돌게 만들거나 다시 동력을 전달하도록 만드는 것이 자유롭다. 보통 엔진과 기어를 연결할 때 기어비를 바꿀 목적으로 사용되므로 수동변속기 차량이나 선박 등에는 클러치가 설치되어 있다.

## 종류
클러치는 동력을 전달하는 방식에 따라 마찰 클러치, 유체 클러치, 전기 클러치로 구분된다. 구조가 간단해 수동변속기 차량에 사용되는 마찰 클러치는 물체의 마찰력을 이용해 엔진의 동력을 변속기에 전달한다. 유체 클러치는 동력 전달의 매개체로 오일을 사용하며 자동변속기에서 토크 컨버터와 함께 사용된다. 전기(전자) 클러치는 전자석의 자력을 엔진 회전수에 따라 자동적으로 증감시켜 클러치의 역할을 하는 것으로 연속 가변 변속기(CVT) 차량에 사용된다.

### 유체 클러치
두 대의 선풍기를 마주 보게 하고 한 쪽을 회전시키면 공기가 에너지 전달의 매개체가 되어 다른 한쪽도 회전한다. 같은 원리로 펌프실 안에 날개바퀴 2개를 마주보게 하고 물 또는 클러치 오일을 채우고 한쪽을 회전시키면 다른 한쪽도 회전한다. 엔진에 의해 펌프가 회전하면 그 속에 가득 찬 오일이 원심력에 의해 밖으로 튀어 나간다. 펌프에서 나온 오일은 그 운동 에너지를 터빈의 날개에 주고 다시 펌프 쪽으로 되돌아 간다. 이 유체 클러치를 개량하여 자동변속기 차량에 장착한 것이 토크 컨버터(Torque converter)이다.

## 수동변속기 차량
내연 기관을 가진 수동변속기 차량은 출발 시 그리고 변속 시 부하가 없어야 하므로 엔진의 동력을 임의로 차단하거나 연결할 수 있는 클러치가 필요하다. 클러치 본체는 엔진에 연결된 플라이휠과 변속기 사이에 설치되어 있으며 클러치 스프링에 의해 플라이휠에 압착되는 압럭판(pressure plate), 클러치 커버와 압럭판 사이에 설치되어 압력을 가하는 클러치 스프링, 압력판과 플라이휠과 압력판 사이에 설치되는 클러치판(clutch plate 또는 clutch disc)로 구성된다. 클러치 판의 마찰면 양쪽에는 페이싱(facing)을 부착하여 마찰력을 증가시킨다. 클러치 조작기구는 클러치 페달의 조작을 클러치 본체에 전달하는 것으로 릴리스 베어링, 릴리스 포크(release fork) 그리고 페달의 조작을 릴리스 포크에 전달하는 기구 등으로 구성된다. 클러치 페달의 답력(踏力; 밟는 힘)은 일반적으로 승용차에서 8~15 kgf이며 페달에는 클러치 페이싱의 마모 등을 고려해 20~30 mm의 유격을 두고 있다.
클러치 페달을 밟으면 클러치 디스크가 플라이휠과 압력판에서 분리되어 엔진의 동력이 변속기에 전달되지 않는다. 클러치 페달을 밟지 않으면 압력판이 스프링 장력에 의해 클러치 디스크가 플라이휠에 압착된다. 따라서 엔진의 동력이 변속기에 전달된다.

## 같이 보기
- 수동변속기
- 클램프 (동음이의)
- 듀얼 클러치 변속기
- 프리휠
- 토크컨버터